# Xian de Guyuan
Pour les articles homonymes, voir Guyuan (homonymie).
Le xian de Guyuan (沽源县 ; pinyin : Gūyuán Xiàn) est un district administratif de la province du Hebei en Chine. Il est placé sous la juridiction de la ville-préfecture de Chengde.

## Démographie
La population du district était de 228 444 habitants en 1999.